# LMS 2-6-2T蒸気機関車 (ファウラー)
LMS 2-6-2T蒸気機関車（LMS 2-6-2Tじょうききかんしゃ）は、イギリスのロンドン・ミッドランド・アンド・スコティッシュ鉄道（LMS）が導入した蒸気機関車の1形式である。LMSでは3P、イギリス国鉄では3MTに分類された。車輪配置 2-6-2(1C1)のタンク機関車で、1930年から1932年の間にLMSのダービー工場で製造された。
ウィリアム・スタニアは本形式をベースに、テーパーボイラーを装備したLMS 2-6-2T蒸気機関車 (スタニア)を設計している。

## 概要
最初は15500 - 15569の番号が付けられていたが、1934年からは1 - 70の番号に付け直された。1948年に国有化された後、イギリス国鉄は40000を追加して40001 - 70の番号を付けた。
番号15520 - 39（後の21 - 40および40021 - 40）には、ロンドン周辺で機能する復水装置が取り付けられていた。復水装置を装備しなかった数台は真空操作のプッシュプル制御を備えていた。
1959年から1962年の間に全車が廃車となった。保存されたものはなかった。